# Сіркен Костянтин Карлович
Костянти́н Ка́рлович Сі́ркен (* 19 лютого 1888, Санкт-Петербург — † 6 листопада 1963, Краматорськ) — російський та український конструктор радянських часів, брав участь у розробці цілого ряду проектів бронепоїздів, танків, берегових та корабельних артилерійських систем, кавалер двох орденів Червоної Зірки № 21 (1932) та 1942, лауреат Сталінської премії 1951 року — за вдосконалення методів виробництва корабельних баштових установок.

## Життєпис
Його батько був камердинером, мати — пралею. Закінчив три класи загальноосвітнього училища, працював майстром оптико-механічного виробництва, токарем Адміралтейського суднобудівного заводу.
1907 року влаштовується в гараж фірми «Бенц», де навчався авторемонтної справи. Одночасно займався гирьовим спортом, був учасником першої російської олімпіади.
У грудні 1914 року призваний до армії Російської імперії та скерований до військово-автомобільної школи бригадиром з ремонту.
У листопаді 1915 призначений старшим механіком броньового відділу школи.
Літом 1917 — військовий технік, направлений в Особливий автоброньовий загін, у жовтні переведений до Харківської посиленої автомайстерні.
Листопадом переїхав до П'ятихаток, де знаходилася його родина, працював в депо. Начальник революційного штабу П'ятихатського району в лютому 1918 року.
Квітнем 1918 року відряджений до Таганрога у відання Військового Секретаріату УСРР для екстреного формування бронезагонів. Травнем-місяцем відомство ліквідується, влаштувався інструктором-організатором, займався створенням Тамбовської губернської секції.
У березні 1919 року добровольцем вступає до лав Червоної армії, призначений на посаду начальника ремонтної бази бронепоїздів 13-ї армії.
Виконував обов'язки інспектора бронесил Південного фронту. У червні ремонтна база потрапляє в зону наступу армії Денікіна, евакуація відбувається під прикриттям бронепотяга, вивели з Краматорська до Харкова свої ешелони та 4 ремонтовані бронепотяги. Починаючи осінню 1919 року, керував будівництвом, переобладнанням та ремонтом бронепотягів на Бежитському (Брянському) паровозобудівному заводі. В тому часі розробив стандартизовану напівповоротну баштову карусельну установку, якою були обладнані бронепотяги, побудовані в Брянську.
Проводив роботи у 1921 році по вдосконаленню двох важких залізничних артилерійських транспортерів, захоплених у білогвардійців.
1 вересня 1923 року Григорій Котовський вручає Сіркену від імені Управління Начальника Бронесил РККА іменний маузер — «за конструкцію гармати Кане на залізничному ходу з обстрілом 360 градусів».
У 1923 році відряджений до Головного артилерійського управління, районний інженер Інспекції артприйомки.
1924 року в часі перипетій, пов'язаних з наркомоборони Троцьким, Сіркен звільнений з основної роботи. В цьому часі він займається приватно винаходами — автолижний стежкохід, аеросани важкого зразка, зенітна кулеметна установка на платформі грузопідйомністю 750 кг.
Климент Ворошилов в 1928 році виклопотав йому роботу, призначений директором артилерійського заводу число 13.
1930 року був у закордонному відрядженні в складі комісії Вищої ради народного господарства по закупівлі машин та технологій та з метою вивчення танкового виробництва. По поверненні працював на заводі «Більшовик» — головним інженером танкового відділу, начальником відділу. В тому часі завод серійно виготовляв Т-18 та розробляли досконаліший Т-19. В січні 1931 року відбулася нарада, Сіркен Густаву Бокісу доповів про слабкі сторони Т-19, Інокентій Халепський в лютому наполіг прийняти до виробництва 6-тонний «Віккерс» під назвою Т-26.
1 травня 1932 року нагороджений «за заслуги спеціального характеру» орденом Червоної Зірки число 21 (фактично за розгортання масового виробництва танків Т-26).
До кінця 1932 року очолюваний ним завод «Більшовик» випустив 1000 танків Т-26.
Листопадом 1932 призначений першим замісником тресту «Спецмашбуд».
Брав участь у розробці танкетки Т-23, спроектував два варіанти 37-міліметрової САУ на шасі танкетки Т-27, розробив проект лафет-танка (система Сіркена-Шаврова).
У подальшому звільнений з рядів армії та спрямований на завод «Більшовик» — керував зовнішнім монтажем, був начальником 46-го цеху. Також курував монтажними роботами по зварюванню крейсерських башт та модернізацією баштових установок берегової охорони — для цього 1938 року направлений до Старо-Краматорського машинобудівельного заводу.
1933 року в Ленінграді працював над обладнанням підводного водіння танків (Т-26ПХ).
В майбутньому танкове виробництво «Більшовика» виділяють в окремий завод № 174, призначений його директором.
Евакуйований до Іркутська, осінню 1942 року в Комсомольську-на-Амурі, займався організацією збірки та монтажем корабельних башт на крейсерах «Калінін» та «Каганович» — за ці роботи нагороджений другим орденом Червоної Зірки.
У серпні 1945 року переходить на завод Мінважмашу, працював над відновленням виробництва морських баштових установок на Старокраматорському машинобудівному заводі.

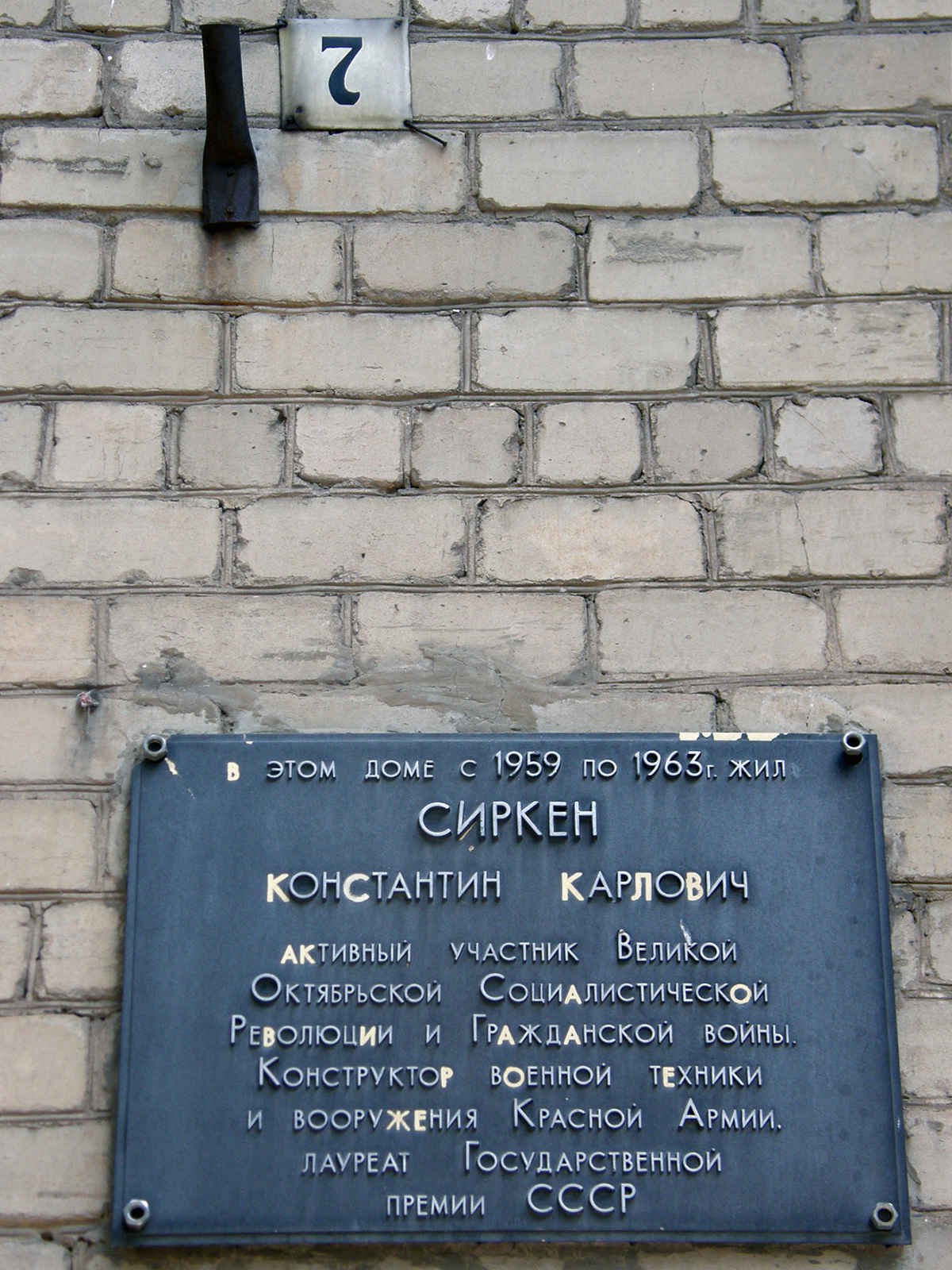
Дошка на будинку, в якому жив К. Сіркєн, Краматорськ

З 1956 року на пенсії, жив у Краматорську, Ворошилов виклопотав йому республіканську персональну пенсію.
Старший син — Олег — штурман бомбардувальної авіації, загинув при обороні Ленінграда, молодший — Ігор — повернувся з фронту інвалідом.
Під кінець життя далося взнаки перебування на флоті, домучувала астма, з 1959 року не обходився без кисневої маски, 1960-го пережив інсульт, посилилися астматичні приступи, ін'єкції слідували кожних 2-3 години. 1963-го його розбив параліч зі втратою мови, після того ще один. 7 жовтня померла його жінка, 6 листопада помер і сам Сіркен.